# Infor Global Solutions
Az Infor Global Solutions egy multinacionális szolgáltató a gyártáshoz, a szolgáltatásokhoz szükséges és a nyilvános szervezetek igényeit kielégítő ERP megoldások terén.
Az alapvető ERP alkalmazások mellett, az Infor Global Solutions az integrált kiegészítő megoldások teljes tartományát kínálja, ideértve a vállalati teljesítménygazdálkodást, az ügyfélkapcsolatok kezelését, a termék életciklus kezelést, a szállítási lánc kezelését és a szállítói kapcsolatok kezelését is.

## Cég információk
A vállalatirányítási szoftvereket fejlesztő Infor Global Solutions felvásárolta a hasonló profilú SSA Global Technologies.
A felvásárlással az Infor világviszonylatban a vállalati szoftverek harmadik legnagyobb szállítója lett, hozzávetőleg 1,6 milliárd dolláros éves forgalommal, és több mint 37 ezer ügyféllel és 6800 alkalmazottal. Az Infor és az SSA az egyesülés után a piacvezetőkkel, az SAP-val és az Oracle-lel akarja felvenni a versenyt, s ehhez már rendelkezni fog a megfelelő globális jelenléttel, a pénzügyi erővel és stabilitással, valamint a központilag menedzselt, vertikális ágazati szakértelemmel.
Az Infor hagyományosan a középvállalati piacon erős, elsősorban a gyártással és disztribúcióval foglalkozó szegmensben. Az SSA szintén a gyártóiparra koncentrált, azonban a vállalatnak vannak termékei raktárkezelési és logisztikai területen is. Az új vállalat ezeket továbbra is támogatni fogja, azonban az azonos funkcionalitású szoftvereket (pl. CRM vagy SCM) egy termékbe integrálja majd. Hosszú távon várható, hogy az Infor és SSA alkalmazások fejlesztése azonos kódbázisra kerül.
A globális központ 13560 Morris Road Suite 4100 Alpharetta, GA 30004.

## Cégtörténet
A céget 2002-ben alapították Agilisys néven. 2004 februárban az Agilisys megvásárolta az Infor Business Solutions céget. A felvásárlás után az Agilisys Infor Global Solutions-re változtatta a nevét.

## Akvizíciók
- Agilisys (SCT)(2002)
- Brain AG (2002)
- Future Three (2003)
- Infor Business Solutions (2004)
- Daly.commerce (2004)
- Varial Software (2004)
- NxTrend Technology (2004)
- Aperum (2004)
- IncoDev Software (2004)
- Lilly Software Associates (2004)
- Mercia Software (2005)
- MAPICS (2005)
- Paragon (2005)
- Intuita Holdings (2005)
- Alpine Systems (2005)
- Formation Systems, Inc. (2005)
- Datastream (2006)
- GEAC ERP (2006)
- Extensity (2006)
- Systems Union (2006)
- SSA Global (2006)
- Profuse (2007)
- Workbrain (2007)
- Hansen (2007)
- Corpsoft (2007)
- SLA Management Services (2008)
- SoftBrands (2009)

## Külső hivatkozások
- Infor Global Solutions Official Website
- Infor Tech Talk - Technology Blog
- Blue River Software APIs for SX